# Cedrito
Cedrito es un barrio ubicado en el municipio de Comerío en el estado libre asociado de Puerto Rico. En el Censo de 2010 tenía una población de 1191 habitantes y una densidad poblacional de 179,91 personas por km².

## Geografía
Cedrito se encuentra ubicado en las coordenadas 18°15′31″N 66°11′51″O / 18.25861, -66.19750. Según la Oficina del Censo de los Estados Unidos, Cedrito tiene una superficie total de 6.62 km², de la cual 6.52 km² corresponden a tierra firme y (1.53%) 0.1 km² es agua.

## Demografía
Según el censo de 2010, había 1191 personas residiendo en Cedrito. La densidad de población era de 179,91 hab./km². De los 1191 habitantes, Cedrito estaba compuesto por el 78% blancos, el 9.15% eran afroamericanos, el 0.42% eran amerindios, el 0.17% eran asiáticos, el 10.41% eran de otras razas y el 1.85% pertenecían a dos o más razas. Del total de la población el 99.5% eran hispanos o latinos de cualquier raza.